# Ctenucha pylotis
Ctenucha pylotis är en fjärilsart som beskrevs av Heinrich Benno Möschler 1877. Ctenucha pylotis ingår i släktet Ctenucha och familjen björnspinnare. Inga underarter finns listade i Catalogue of Life.